# Штреерувиц, Эрнст
Эрнст Штрер фон Штрерувиц (нем. Ernst Ritter Streer  von Streeruwitz; 23 сентября 1874, Мис, Австро-Венгрия (ныне Стршибро, Чехия) — 19 октября 1952, Вена) — австрийский политический деятель, федеральный канцлер Австрии в 1929 году.

## Биография
Эрнст фон Штреерувиц родился в богемском городке Мис (ныне Стршибро, Чешская Республика) в 1874 году. Его отец, Адольф фон Штреерувиц, с 1864 года занимал пост бургомистра Миса. С 1884 по 1892 год Эрнст учился в гимназии Миса, а затем продолжил обучение в Терезианской военной академии в Винер-Нойштадте. С 1895 года начал службу в чине лейтенанта в драгунском полку «Герцог Лотарингский» в Лисе-над-Лабем. Во время службы в этом полку он сошёлся с фабрикантом Фридрихом фон Ляйтенбергером.
После посещения курсов бригадных офицеров в Клаттау Штреерувиц был направлен в Вену в академию генерального штаба, но в 1901 году вышел в отставку с действительной военной службы по состоянию здоровья. После увольнения он продолжил образование в Венской высшей технической школе и Венском университете, а также вступил в брак с Кристиной Штробль, в котором впоследствии родились трое сыновей и дочь. Фридрих фон Ляйтенбергер в том же году взял своего друга на работу в качестве технического консультанта и отправил в годичную заграничную командировку по приобретению опыта на предприятия нескольких европейских стран. В 1902 году Штреерувиц был назначен главным управляющим ситценабивной фабрики Ляйтенбергера в Йозефстале (ныне Йосефув-Дул, Чешская Республика), где провёл успешную реорганизацию производства. Когда после смерти Ляйтенбергера в 1904 году фабрика была преобразована в акционерное общество под управлением венского банка «Боденкредитанштальт», Штреерувиц сохранил за собой место директора. Позже, в 1913 году, он был переведён в штаб-квартиру акционерного общества в Вене, а в 1914 году назначен директором текстильнопечатной фабрики в Нойнкирхене (Нижняя Австрия).
После начала мировой войны Штреерувиц вернулся на военную службу добровольцем. В 1918 году снова вышел в отставку, принял гражданство Австрии и с конца того же года опять возглавил ситценабивное производство в Нойнкирхене. На должности директора он зарекомендовал себя как хороший дипломат в переговорах с рабочими профсоюзами, успешно разрешая многочисленные трудовые конфликты. По предложению Людвига Урбана, президента Федерации австрийских предприятий, Штреерувиц был избран председателем Ассоциации работодателей текстильной индустрии. После того, как в декабре 1921 года демонстрации рабочих металлургических предприятий Флоридсдорфа переросли в бунты, он выступил в поддержку военизированных ультранационалистических отрядов хеймвера, однако в дальнейшем вернулся к работе в рамках демократических институтов.
В декабре 1923 года Штреерувиц стал депутатом Национального совета 2-го созыва от Христианско-социальной партии, сохранив свой мандат и на следующих выборах. В парламенте он был членом комитета по транспорту и банковской комиссии, а также наблюдательного совета земельных ипотечных банков Бургенланда и Нижней Австрии. В 1928 году Штреерувиц основал Австрийский попечительский совет по экономической эффективности, президентом которого оставался на протяжении следующего десятилетия.
После отставки федерального правительства Игнаца Зейпеля в мае 1929 года Штреерувиц был назначен канцлером Австрии. Партнёрами в его кабинете стали Христианско-социальная партия, Великогерманская рабочая партия и Аграрный союз. Его правительство было приведено к присяге 7 мая. В условиях жёсткого противостояния между социалистами с одной стороны и консерваторами и националистами с другой кандидатура Штреерувица казалась приемлемым компромиссом, но в итоге именно из-за этого он не оправдал ожиданий ни одного из лагерей. С одной стороны, ему удалось достичь с социал-демократами приемлемого соглашения по поводу законов о защите квартиросъёмщиков и пенсиях по возрасту, а в своей инаугурационной речи он обрисовал вполне традиционные взгляды на демократию, далёкие от идеологии нарождавшихся фашистских диктатур. При этом, однако, многие министры в кабинете Штреерувица были креатурами Зейпеля, чьи позиции были крайне реакционными. В результате он не решился ни на усиление давления на социалистов, ни на ослабление хеймвера и его связей с крупным капиталом; неприемлемым для него был и путь военного переворота и расправы с оппозицией силовыми методами. Собственные подчинённые игнорировали указания нового канцлера или отказывались их выполнять, поступление к нему информации о состоянии дел на местах саботировалось. В Штирии противостояние между хеймвером и социал-демократами переросло в кровавые стычки, в которых гибли люди. В этих условиях он отказался от какой-либо активности как глава исполнительной власти и сосредоточился на работе над новой конституцией Австрии. В сентябре в ходе выступления перед Лигой Наций в Женеве Штреерувиц доказывал жизнеспособность австрийской демократии, но практически сразу же по возвращении в Вену его кабинет покинули представители Аграрного союза и он был отправлен в отставку сторонниками более жёстких позиций.
Подготовленная Штреерувицем конституционная реформа, усиливающая президентскую власть была реализована его преемником. Политическое влияние самого экс-канцлера после отставки сошло на нет, хотя он и был переизбран ещё раз в Федеральное собрание 4-го созыва, а с 1930 по 1935 год занимал пост президента Венской торговой палаты. После окончания этого срока он занялся изучением политологии в Вене и в 1939 году получил звание доктора политических наук (лат. Doctor rerum politicarum). Будучи по взглядам консерватором, Штреерувиц поддерживал как австрофашистский режим 1934-1938 годов, так и аншлюс 1938 года. Его первая жена умерла в 1933 году, и пятью годами позже Штреерувиц женился на Грете Винтер. Грета, родившая ему сына, пережила мужа на полвека. Сам Эрнст Штреерувиц умер в Вене в 1952 году и похоронен на католическом кладбище Дёблингер.